# 41 Pułk Piechoty (LWP)

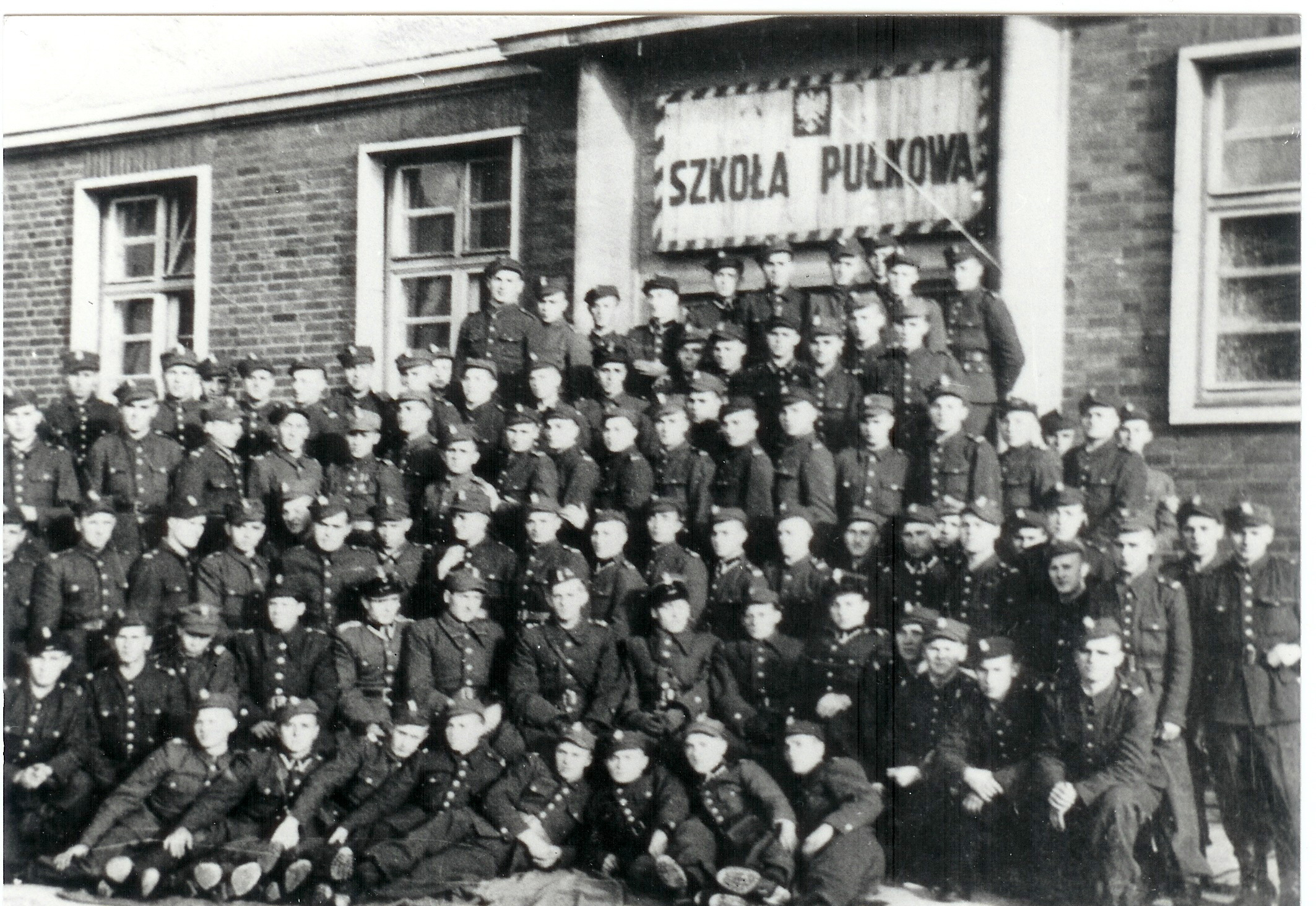
Szkoła pułkowa, Szczecin 1948

41 pułk piechoty – oddział piechoty ludowego Wojska Polskiego.
Sformowany  w 1945 na podstawie rozkazu Naczelnego Dowódcy WP  058/Org.  w ramach 12 Dywizji Piechoty.

## Formowanie
28 marca 1945 w Poznaniu rozpoczęto formowanie sztabu pułku. Część oficerów przybyła z dowódcą dywizji, część z rezerwowego batalionu oficerskiego i polskich szkół oficerskich.
2 kwietnia przybył z 6 batalionu zapasowego transport żołnierzy – 31 podoficerów i 268 szeregowych. Pozostali żołnierze rekrutowali się przede wszystkim z Rejonowej Komendy Uzupełnień w Poznaniu. Uzupełnianie stanów osobowego zakończono w połowie maja. Do 21 maja skompletowano także uzbrojenie i wyposażenie. Przystąpiono do 10 – godzinnego szkolenia bojowego.
29 czerwca 1947 pułk otrzymał sztandar.

## W osłonie granicy
Wykonując rozkaz Naczelnego Dowódcy WP skierowujący 2 Armię Wojska Polskiego do ochrony granicy zachodniej, 12 Dywizja Piechoty, a wraz z nią 41 pułk piechoty została przedyslokowana na ziemię szczecińską.

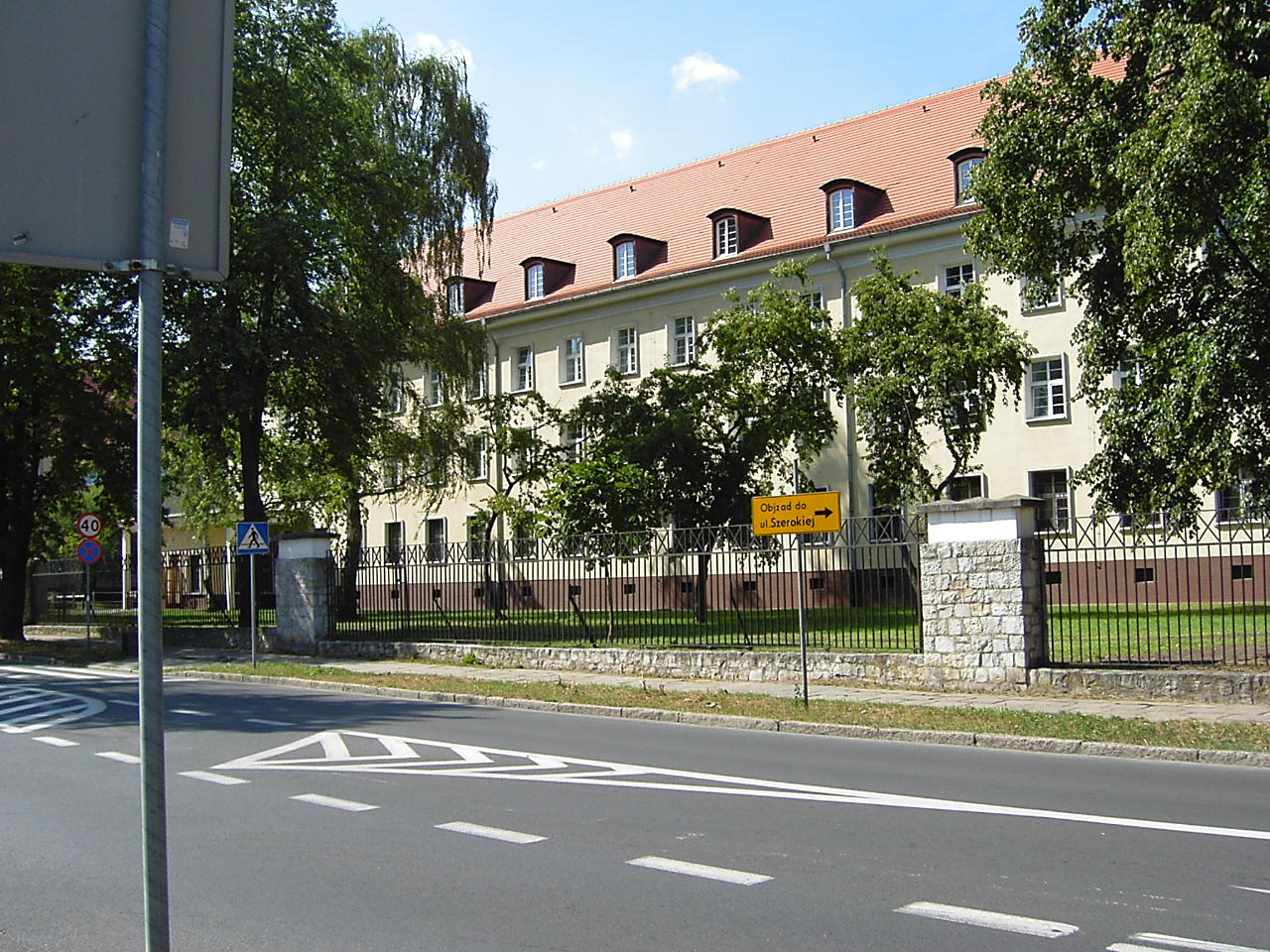
W tym budynku stacjonował sztab pułku

22 maja pułk wyruszył z Poznania na północ, by zająć swój rejon odpowiedzialności za odcinek granicy na południe od Kamienia Pomorskiego. Sztab pułku stacjonował wówczas w Goleniowie.
Na początku czerwca, w czasie wykonywania zadań patrolowych w pasie granicznym, zginęło dwóch żołnierzy.
W październiku 1945 dwa bataliony 41 pułku wspólnie ze szwadronem 2 pułku ułanów obsadziły nowy odcinek granicy na zachód od Szczecina.
W lipcu 1945 pułk zorganizował Powiatowy Punkt Rozdzielczy w Gryfinie dla potrzeb osadnictwa wojskowego. W końcu listopada pułk zakończył pełnienie służby granicznej i po zlikwidowaniu swoich placówek przeniósł się do Szczecina na ul. Łukasińskiego.
Wzorem 1945 żołnierze pułku włączyli się do wiosennych prac rolnych. W 1946 41 pułk zaorał osadnikom wojskowym 476 ha i zasiał 332 ha ziemi.

## Umacnianie władzy ludowej

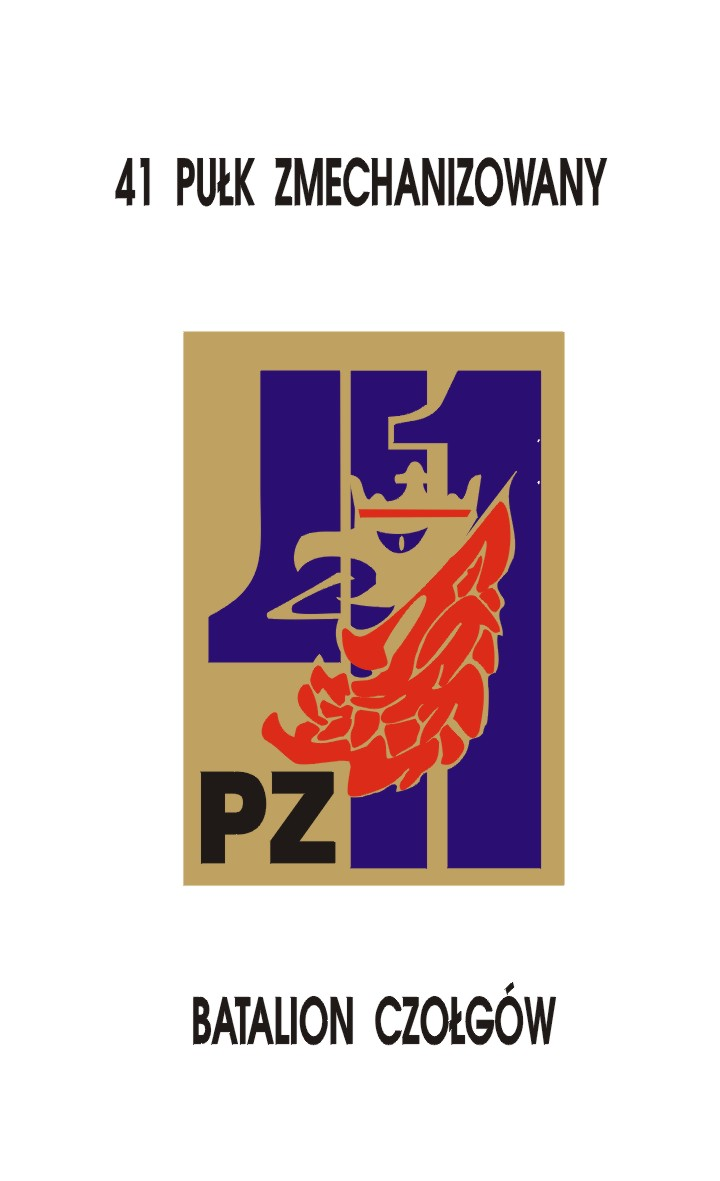
Plakat symbolizujący kultywowanie tradycji 41 pp(pz) przez bcz 29 BZ

Rozkazem Naczelnego Dowódcy z 5 czerwca 1946 w ramach wspierania Bloku Demokratycznego przed zbliżającym się referendum ludowym, pułk został przetransportowany do Olsztyna. Brygady propagandowe pomagały miejscowym aktywistom stronnictw prokomunistycznych w organizacji wieców zebrań, kolportażu ulotek i broszur. Obejmował swym działaniem powiaty: ostródzki, suski, nidzicki i lidzbarski.
W trakcie pracy żołnierze zetknęli się z oddziałami partyzanckimi. W dwóch sytuacjach doszło do walki. Zginął jeden podoficer, a czterech żołnierzy zostało rannych.
W związku ze zbliżającymi się wyborami do Sejmu Ustawodawczego już w grudniu 1946 grupy propagandowe pułku ruszyły w teren. Pułkowi przypadł teren powiatów myśliborskiego i pyrzyckiego.
Po śmierci gen. Świerczewskiego zaistniała polityczna wola siłowego i bardziej stanowczego rozwiązania problemu narodowościowego w Bieszczadach. Każda dywizja piechoty zobowiązana była sformować „kombinowany pułk piechoty”. 41 pułk wydzielił ze swojego składu batalion piechoty do 12 kombinowanego pp. 
19 kwietnia  1947 żołnierze pułku wyjechali ze Szczecina w rejon koncentracji Grupy Operacyjnej „Wisła”. W dniach 22 kwietnia do 26 lipca 12 pułk walczył przeciwko sotniom Łasiwki Hromenki Jara oraz Rena. 
W 1958 pułk przeformowano na jednostkę zmechanizowaną i zmieniono nazwę na 41 pułk zmechanizowany

## Żołnierze pułku
Dowódcy pułku
- ppłk Zygmunt Bobrowski – od maja 1945  – do czerwca 1945
- płk Włodzimierz Lipski /oficer radziecki/[10] – od czerwca 1945 – do stycznia 1946
- ppłk Jan Wyderkowski – od stycznia 1946
- p.o. mjr Józef Dobrzański
- mjr/ppłk Henryk Bąkowski – od lutego 1947 – do stycznia 1948
- mjr Hieronim Szewczyk – był dowódcą w 1952

Oficerowie pułku
- Zdzisław Głuszczyk
- Józef Roman

## Przekształcenia
41 pułk piechoty (1945–1958) → 41 pułk zmechanizowany (1958–1995) → 29 Brygada Zmechanizowana (1995–1998)